# Rachel Kondo
Rachel Kondo (Pukalani, ...) è una sceneggiatrice, produttrice televisiva e scrittrice statunitense, vincitrice del Premio Emmy alla miglior serie drammatica per Shōgun.

## Biografia
Di origini giapponesi, Rachel Kondo è nata e cresciuta a Pukalani, nella contea di Maui. Ha frequentato l'Università del Texas ad Austin, dove ha conseguito un Master of Fine Arts. Nel 2017 ha pubblicato il racconto Girl of Few Seasons, il quale è stato finalista per il Premio O. Henry. Nel 2024 ha prodotto e scritto assieme al marito Justin Marks la serie televisiva Shōgun. Per il suo lavoro, ha vinto il Premio Emmy alla miglior serie drammatica.

## Vita privata
È sposata con lo sceneggiatore Justin Marks.

## Filmografia

### Sceneggiatrice
- Shōgun - serie TV, 10 episodi (2024-in corso)

### Produttrice
- Shōgun - serie TV, 10 episodi (2024-in corso)

## Riconoscimenti
- Premio Emmy
  - 2024 - Miglior serie drammatica per Shōgun
  - 2024 - Candidatura alla miglior sceneggiatura in una serie drammatica per Shōgun
  - 2024 - Candidatura alla miglior sceneggiatura in una serie drammatica per Shōgun
- British Academy Television Awards
  - 2025 - Candidatura alla miglior serie internazionale per Shōgun